# Kathleen Mavourneen (film, 1930)
Pour plus de détails, voir Fiche technique et Distribution.
Kathleen Mavourneen est un film américain réalisé par Albert Ray, sorti en 1930.

## Synopsis
Kathleen, une jeune Irlandaise, arrive à New York pour se marier avec Terry, un plombier. Lors d'une soirée chez sa tante Nora, elle rencontre Dan Moriarity, un politicien qu'elle considère comme un gentleman. Il l'invite chez lui à Long Island, ce qui provoque la jalousie de Terry. Moriarity propose à Kathleen le mariage et informe Terry de ce fait. Toutefois, lors du mariage, un homme accuse les hommes de  Moriarity de meurtre. Moriarity lui tire dans le dos devant Kathleen et dit à majordome de disposer du corps. Terrifiée, prenant juste le temps de rendre son alliance, Kathleen se rue hors de la pièce et se console dans les bras de Terry.

## Fiche technique
- Titre original : Kathleen Mavourneen
- Réalisation : Albert Ray
- Scénario : Frances Hyland, d'après la pièce éponyme de Dion Boucicault
- Direction artistique : Hervey Libbert
- Costumes : George Sawley
- Photographie : Harry Jackson
- Montage : Arthur Roberts
- Société de production : Tiffany Productions
- Société de distribution : Tiffany Productions
- Pays d'origine :  États-Unis
- Langue originale : anglais
- Format : Noir et blanc — 35 mm — son mono
- Genre : drame
- Durée : 55 minutes
- Dates de sortie : États-Unis : 20 juin 1930

## Distribution
- Sally O'Neil : Kathleen
- Charles Delaney : Terry
- Robert Elliott : Dan Moriarity
- Aggie Herring : Tante Nora Shannon
- Walter Perry : Oncle Mike Shannon
- Francis Ford : le majordome